# 法國國鐵TGV Réseau列車
法國國鐵TGV Réseau列車（法語：SNCF TGV Réseau），是法國高鐵首款專為跨國路線而製造的列車，由阿爾斯通於1992至1996年間製造，在1993年5月啟用，行駛在北線及東南線上。設計上與TGV-A近似，營運時速起初為300公里，其後提速至320公里，但加入比利時、荷蘭等地區的電壓。

## 列車資料
於1992年至1994年間阿爾斯通製造了50列雙電壓列車，編號為501至550。後來於1994至1996年間阿爾斯通又製造了40列三電壓列車，編號4501至4540。最後十列三電壓列車就改變塗裝為Thalys PBA。三電壓列車除可使用國際通用25kV交流電及法國荷蘭傳統路線1.5kV直流電標準外，亦可使用比利時及意大利傳統路線3kV直流電標準。
它們由兩卡机车及八卡客车組成，一共377個座位。最高速度為時速300公里。它們總長200米，闊度為2.904米。雙電壓列車重383公噸。因在比利時受到車軸承重限制，三電壓列車經過大幅修正，例如將鋼車軸改為鋁制空心車軸，減輕重量至軸重低於17公噸。
由於早期在大西洋線收到不少投訴指TGV-A列車高速進入隧道時有令人不適的氣壓改變，因此此系列加入氣密結構。